# Los Voraces 2019
Los Voraces 2019 ist der Titel eines Kriminalromans von Andrew Soltis, der im Schachmilieu spielt.

## Handlung
Der Ich-Erzähler ist Schiedsrichter eines Schachturniers, das im Jahr 2019 in dem abgelegenen Dorf Los Voraces in New Mexico stattfindet und die vierzehn weltbesten Spieler versammelt. Durch den Kunstgriff, die Handlung knapp 20 Jahre in die Zukunft zu verlegen, kann der Autor dabei fiktive Namen verwenden, greift in den Personenbeschreibungen aber Charakterzüge real existierender Spieler auf. Bedingung für die Einladung ist, dass alle Teilnehmer ohne Begleitung anreisen und auf jegliche Kommunikationsgeräte verzichten müssen. Noch vor Turnierbeginn kommt einer von ihnen ums Leben, im weiteren Verlauf gibt es noch mehr Todesfälle. Angesichts des Preisfonds von 20 Millionen Dollar, der von einem kurz zuvor verstorbenen Mäzen zur Verfügung gestellt wurde, hätten alle Teilnehmer ein Motiv, sich möglichst vieler Konkurrenten zu entledigen. Der Schiedsrichter versucht die Mordserie aufzuklären, gerät dabei aber selbst unter Verdacht.  
Im Gegensatz zu vielen anderen belletristischen Werken mit einer Schachthematik wird der Ablauf eines Schachturniers detailliert und kenntnisreich beschrieben. Der Autor, selbst Schachgroßmeister, arbeitet mehr als 50 kommentierte Partien in den Text ein, davon einige aus seiner eigenen Praxis.

## Rezeption
Das Buch wurde von Rezensenten als Kombination einer Satire auf die Schachwelt und einem klassischen Whodunit in der Tradition von Agatha Christie bezeichnet. Auch wenn der Autor an deren schriftstellerische Qualität nicht heranreiche, sei das Werk eine „amüsante Mischung aus Schachsatire, Kriminalroman und Turnierbuch.“

## Ausgaben
Der Roman erschien ursprünglich ab September 2001 in monatlichen Fortsetzungen auf der Website Chesscafe.com. Im Jahr 2004 wurde er vom Verlag McFarland & Company mit Illustrationen von Linda Campbell Franklin als Buch veröffentlicht (ISBN 0-7864-1637-8). 